# Contre-la-montre par équipes de l'Open de Suède Vårgårda 2013
La 6e édition du contre-la-montre par équipes de l'Open de Suède Vårgårda a eu lieu le 16 août 2013. Elle fait partie de la Coupe du monde de cyclisme sur route féminine.

## Parcours
Le circuit est relativement plat et droit dans sa première partie. Il fait demi-tour à Herrljunga. Il emprunte ensuite le circuit de la course en ligne pour revenir à Vårgårda.

## Classements

### Classement final
| Rang | Équipes                    | Cyclistes | Temps          | Équipes Coupe du monde Points | Cyclistes Coupe du monde Points |
| ---- | -------------------------- | --- | -------------- | ----------------------------- | ------------------------------- |
| 1    | Specialized-Lululemon      | Ellen van Dijk (NED) Evelyn Stevens (USA) Lisa Brennauer (GER) Trixi Worrack (GER) Carmen Small (USA) (+ 3 min 46 s) Loren Rowney (AUS) (Abandon)                            | 53 min 59 s 4  | 140                           | 35                              |
| 2    | Rabo Liv Women             | Marianne Vos (NED) Annemiek van Vleuten (NED) Thalita de Jong (NED) Lucinda Brand (NED) Pauline Ferrand-Prévot (FRA) (+ 3 min) Roxane Knetemann (NED) (+ 3 min 44 s)         | + 38 s 2       | 120                           | 30                              |
| 3    | Orica-AIS                  | Emma Johansson (SWE) Amanda Spratt (AUS) Melissa Hoskins (AUS) Shara Gillow (AUS) Loes Gunnewijk (NED) (+ 5 min 56 s) Jessie MacLean (AUS) (+ 5 min 56 s)                    | + 1 min 26 s 2 | 100                           | 25                              |
| 4    | Sengers Ladies             | Anna van der Breggen (NED) Vera Koedooder (NED) Maaike Polspoel (NED) Christine Majerus (LUX) Julia Soek (NED) (+ 5 min 7 s) Evelyn Arys (BEL) (+ 5 min 7 s)                 | + 2 min 34 s 4 | 80                            | 20                              |
| 5    | Wiggle Honda               | Charlotte Becker (GER) Dani King (GBR) Lauren Kitchen (AUS) Linda Villumsen (NZL) Emily Collins (NZL) (Abandon) Beatrice Bartelloni (ITA) (Abandon)                          | + 2 min 45 s 3 | 64                            | 16                              |
| 6    | RusVelo                    | Oxana Kozonchuk (RUS) Alexandra Burchenkova (RUS) Anastasia Chulkova (RUS) Aizhan Zhaparova (RUS) Elena Kuchinskaya (RUS) (+ 4 min) Evgenia Romanyuta (RUS) (+ 10 min 50 s ) | + 2 min 47 s 7 | 60                            | 15                              |
| 7    | Australie                  | Grace Sulzberger (AUS) Emily Roper (AUS) Amy Cure (AUS) Taryn Heather (AUS) Chloe McConville (AUS) (Abandon) Ashlee Ankudinoff (AUS) (Abandon)                               | + 2 min 57 s 3 | 56                            | 14                              |
| 8    | Boels Dolmans Cycling Team | Adrie Visser (NED) Lizzie Armitstead (GBR) Jessie Daams (BEL) Romy Kasper (GER) Emma Trott (GBR) (Abandon) Nina Kessler (NED) (Abandon)                                      | + 3 min 5 s 8  | 52                            | 13                              |
| 9    | Hitec Products UCK         | Emilia Fahlin (SWE) Rossella Ratto (ITA) Rossella Johnsen (SWE) Rossella Leth (DEN) Emilie Moberg (NOR) (+ 2 min 7 s) Thea Thorsen (NOR) (Abandon)                           | + 3 min 26 s 2 | 48                            | 12                              |
| 10   | TIBCO-To The Top           | Thea Olds (USA) Claudia Häusler (GER) Chantal Blaak (NED) Jasmin Glaesser (CAN) Jasmin Stephens (USA) (+ 11 min 27 s) Melanie Späth (IRL) (+14 min 15 s)                     | + 3 min 36 s 4 | 44                            | 11                              |